# No Nukes (album)
No Nukes (sottotitolato From the Muse Concerts for a Non-Nuclear Future) è un album dal vivo che contiene una selezione di brani registrati duranti concerti organizzati nel settembre 1979 dal collettivo Musicians United for Safe Energy (MUSE, "musicisti uniti per l'energia sicura") a sostegno del movimento anti-nucleare.
Il disco fu registrato al Madison Square Garden di New York tra il 19 e il 22 settembre del 1979 con la partecipazione di diversi esponenti della musica rock statunitense tra cui gli organizzatori dell'evento Jackson Browne, Graham Nash, Bonnie Raitt e John Hall.

## Tracce
Lato 1
1. The Doobie Brothers – Dependin' on You – 4:44 (Patrick Simmons, Michael McDonald)
2. Bonnie Raitt – Runaway – 3:53 (Del Shannon, Max Crook)
3. Bonnie Raitt – Angel from Montgomery – 3:48 (John Prine)
4. John Hall – Plutonium Is Forever – 3:22 (John e Johanna Hall)
5. The Doobie Brothers con John Hall e James Taylor – Power – 5:23 (John e Johanna Hall)

Durata totale: 21:10
Lato 2
1. James Taylor e Carly Simon con Graham Nash – The Times They Are A-Changin' – 3:00 (Bob Dylan)
2. Graham Nash – Cathedral – 6:03 (Graham Nash)
3. Jackson Browne e Graham Nash – The Crow on the Cradle – 5:04 (Sydney Carter)
4. Jackson Browne – Before the Deluge – 6:27 (Jackson Browne)

Durata totale: 20:34
Lato 3
1. Nicolette Larson e The Doobie Brothers – Lotta Love – 3:33 (Neil Young)
2. Ry Cooder – Little Sister – 3:56 (Doc Pomus, Mort Shuman)
3. Sweet Honey in the Rock – A Woman – 1:28 (Connie Brooks, Patricia Johnson)
4. Gil Scott-Heron – We Almost Lost Detroit – 4:44 (Gil Scott-Heron)
5. Jesse Colin Young – Get Together – 4:52 (Chet Powers)

Durata totale: 18:33
Lato 4
1. Raydio – You Can't Change That – 3:33 (Ray Parker Jr.)
2. Chaka Khan – Once You Get Started – 5:10 (Gavin Christopher)
3. James Taylor – Captain Jim's Drunken Dream – 4:19 (James Taylor)
4. James Taylor – Honey Don't Leave L.A. – 3:45 (Danny Kortchmar)
5. James Taylor e Carly Simon – Mockingbird – 3:57 (Inez e Charlie Foxx)

Durata totale: 20:44
Lato 5
1. Poco – Heart of the Night – 6:09 (Paul Cotton)
2. Tom Petty and the Heartbreakers – Cry to Me – 3:30 (Bert Berns)
3. Bruce Springsteen and the E Street Band e Jackson Browne con Rosemary Butler – Stay – 4:14 (Maurice Williams)
4. Bruce Springsteen and the E Street Band – Detroit Medley – 4:49

Durata totale: 18:42
Lato 6
1. Crosby, Stills & Nash – You Don't Have to Cry – 3:04 (Stephen Stills)
2. Crosby, Stills & Nash – Long Time Gone – 5:23 (David Crosby)
3. Crosby, Stills & Nash – Teach Your Children – 3:05 (Graham Nash)
4. The Doobie Brothers con James Taylor – Takin' It to the Streets – 4:37 (Michael McDonald)

Durata totale: 16:09

## Edizioni
- 1979 – LP (triplo), Asylum Records ML-801